# 越南语代词
越南语的代词分为人称代词、指示代词和疑问代词三类，起到代替名词短语的作用。有真正的代词与亲属间称谓用语两类，很多都是由汉语中对亲属的称呼而来，但意义发生改变。使用代词时需要考虑到所指人的性别、年龄、身份等。

## 真正的代词
越南语中通常用的真正的代词也可以根据能否与表复数的  或  搭配而分为两类，可构成复数的人称代词见下：
|          | 单数 | 复数 |
| -------- | ---- | ---- |
| 第一人称 | ,    | ,    |
| 第二人称 | ,    | ,    |
| 第三人称 |      | ,    |

下面就使用场合作简略的说明。
- ：对朋友或熟人自称；对非亲属的长辈、晚辈自称。
- ：对亲密朋友自称；小孩间自称。亲昵。
- ：
  - （第一人称单数）傲慢的自称；对极亲密的朋友自称；在日记中或描述心理活动。
  - （第一人称复数）咱们義。还有“我”（国、军）、“国产”、“本土”之義。
  - （第三人称单数）置于家族称谓词后。
- ：对轻蔑或憎恨的人自称；长辈对晚辈自称；对极亲密的朋友自称。
- ：自称用  的场合的对称。
- ：可指人、动物或事物。指人时为蔑称，只有在称呼晚辈、轻蔑的人或敌人时用。也可作第三人称复数代词。
- ：咱们。
- ：不包括对方。也可作第一人称单数代词，表礼貌或谦逊。
- 、：不包括对方。使用场合与 、 相似。
- 、：自称用  和  时的对称代词。 可作第二人称单数代词，与  相同。
- ：只能指人。无褒贬之分。
- ：有不尊重之意，一般用于称呼小孩、看不起的人或敌人。也可指动物和事物。
- ：有不尊重之意，一般用于称呼小孩、看不起的人或敌人。也可指动物。

以下是不能与复数词搭配的代词。它们很多为旧称或带有文学色彩，特别是第一、二人称代词。
|          | 单数                 | 复数         |
| -------- | -------------------- | ------------ |
| 第一人称 | （）（熟／书面）     | （）（书面） |
| 第一人称 | （我）（男／书面）   | （）（书面） |
| 第一人称 | （）（女／书面）     | （）（书面） |
| 第一人称 | （）（王对臣／旧）   | （）（书面） |
| 第二人称 | （）（女对男／书面） | –            |
| 第二人称 | （）（女对男／书面） | –            |
| 第三人称 | （）（熟）           |              |
| 第三人称 | （）（熟）           |              |
| 第三人称 | （）（熟／书面）     |              |

- ：与 nó 相似，但只能指人，多指男性。
- ：只能指人，不能指物。贬义，但感情色彩不如  强烈。在南部语中可被复数化。
- ：人、人家。泛指。

## 亲属称谓
一如其他東亞語言，越南語亲属之间的称谓也可作为人称代词。这同样是十分常见的称呼他人的方法，应用范围很广，而且很复杂。汉语中也有类似的用法，例如北京话中用“大哥”、“姐姐”作为与不相识的人搭话前的称呼等，用戀人之間用哥、妹相稱等。这一点与西方语言有很大不同；比如，在英语中，如用“哥哥”、“妹妹”作恋人间的互称，反倒有些乱伦的意味。
同一个亲属称谓经常是既可作为第二人称，也可作为第一人称和第三人称代词。例如 （男性单数）：
- 小朋友，过来和我玩。（第一人称）
- 我爱你。（男性说给女性， 用作第一人称）——（女性单数）同样是家族称谓词。
- 我爱你。（女性说给男性， 用作第二人称）
- 他说完就站起来走了。（第三人称）

 后接指示代词 （那），即构成第三人称单数代词“他”。
| 称谓 | 对应称谓     | 本义             | 非亲属关系的用法                                                                                             |
| ---- | ------------ | ---------------- | --- |
| （） |              | 父亲             | 神父（亦作：（）、、 等）                                                                                    |
| （） |              | 母亲             | （北部语）、（）（南部语）。亦可作 、 等。                                                                   |
| （） | （）         | 哥哥             | 男性单数。多用于第二人称、同辈间互称。亦用於女性称呼較自己年長的男性恋人。                                   |
| （） | （）         | 姐姐             | 女性单数。指同辈（较年长）的女性。                                                                           |
| （） | （） 或 （） | 弟、妹           | 较年轻的同辈人、孩子、稱呼較自己年輕的戀人                                                                   |
| （） | , 等         | 儿子、女儿       | 小孩、晚辈                                                                                                   |
| （） | , 等         | 侄子、侄女       | 小孩、晚辈                                                                                                   |
| （） | 或           | 爷爷、外公       | 男性单数。成年人同辈互称，或年轻人对成年人的称呼。或祖辈对孙辈的称呼。正式场合下使用，相当于現代漢語“先生”。 |
| （） | 或           | 奶奶、外婆       | 女性单数。成年人同辈互称，或年轻人对成年人的称呼。或祖辈对孙辈的称呼。正式场合下使用，相当于現代漢語“女士”。 |
| （） |              | 姑               | 女老师、与母亲同辈的人、年轻（未结婚）的女性                                                                 |
| （） |              | 叔               | |
| （） |              | 婶               | |
| （） | cháu         | 伯父母           | |
| （） | cháu         | 姨               | |
| （） | cháu         | 舅               | 亦指朋友。                                                                                                   |
|      |              | 舅母             | 某些方言中，用作丈夫对妻子的称呼、孩子对母亲的称呼或公婆对儿媳的称呼。                                       |
| （） |              | 姑父、姨夫、继父 | |
| /    |              | 曾祖父母         | 对尊敬的、上年纪的人的称呼，常作第二人称。或曾祖父辈对曾孙辈的自称。                                         |
|      |              | 高祖父母         | |

一些平声的家族称谓词可通过变为问声转变为第三人称代词，如  → 、 → 、 → 。产生的代词不可指说话者的亲属。

## 其他类型的人称代词
越南语中，很多指人的名词也可作为代词使用。例如 、（即“朋友”）都可用作第二人称单数代词：
- Bạn đang sống ở đâu?　你住在哪？

第一人称单数代词 、 也是由名词发展而来，原意均为“仆人”。
再如：
以下對話中提及三個人：雄（Hùng）、丽（Lệ）、明（Minh）
雄：　丽在干什么呢？——即：你在干什么呢？
丽：　丽在给明打电话。雄知道明在哪吗？——即：我在给明打电话。你知道他在哪吗？
雄：　不知道，雄不知道明在哪。——即：不知道，我不知道他在哪。